# وانغ زن
وانغ زن (بالصينية: 王震) (و. 1908 – 1993 م) هو سياسي صيني، كان عضوًا في الحزب الشيوعي الصيني، توفي في غوانزو، عن عمر يناهز 85 عاماً.

## مناصب
تولى منصب نائب رئيس جمهورية الصين الشعبية (15 مارس 1988–12 مارس 1993)
- Communist Party Secretary of Xinjiang ‏ (1949–1952)
- عضو مجلس الشعب الصيني  [لغات أخرى]‏

## الخدمة العسكرية
خدم في جيش التحرير الشعبي الصيني.

## جوائز
حصل على جوائز منها:
- قائد الفنون والآداب (17 يناير 2013)[5]
- جائزة المنافسة العامة  [لغات أخرى]‏ (1946)

| المناصب السياسية | المناصب السياسية                                            | المناصب السياسية |
| ---------------- | ----------------------------------------------------------- | ---------------- |
| سبقه Ulanhu ‏     | نائب رئيس جمهورية الصين الشعبية 15 مارس 1988 - 12 مارس 1993 | تبعه Rong Yiren ‏ |
| سبقه             | Communist Party Secretary of Xinjiang ‏ 1949 - 1952          | تبعه Wang Enmao ‏ |